# Splügentunnel
Der Splügentunnel (auch Splügen-Tunnel, italienisch Tunnel dello Spluga) ist ein projektierter Eisenbahntunnel, der Valchiavenna auf der italienischen Seite mit der Region Viamala verbünde.

## Geschichte
Seit 1838 beschäftigten sich Schweizer mit dem Projekt einer Schweizerischen Ostalpenbahn und dem Bau der Splügenbahn mit dem Splügentunnel. Diese Pläne wurden von Gallus Jakob Baumgartner vorangetrieben. Bereits 1847 war eine Konzession für einen Splügentunnel angemeldet worden. Da sich Deutschland und Savoyen-Piemont jedoch eindeutig für den zentraler liegenden Gotthardtunnel aussprachen wurde dieser  statt dessen realisiert.
In den 1930'er Jahren lagen für die Splügenbahn (Chur-Chiavenna) mehrere Tunnelentwürfe vor. Ein Entwurf mit einem Scheiteltunnel von 26.100 m Länge, sowie ein zweiter Entwurf mit einem Scheiteltunnel von 18.640 m Länge. Knapp 150 Jahre nach den ersten Entwürfen war der Splügen-Tunnel auch wieder als Alternative zum Gotthard-Basistunnel in Gespräch, als Teil der Neuen Eisenbahn-Alpentransversale.

## Tunnel zwischen Chiavenna und Thusis
Als Alternative zum später realisierten Gotthard-Basistunnel war die Splügenbahn als Linie von Chur ausgehend mit einem Tunnel zwischen Thusis und Chiavena geplant. Der Tunnel hätte je nach Variante eine Länge von 43,2 km bis knapp 50 km gehabt. Diese Variante weist als Flachbahn technische Vorteile auf. Verkehrswirtschaftlich und gesamtwirtschaftlich wies diese Planung aber für die Schweiz Nachteile auf.